# Trop de clients
Trop de clients —  Too Many Clients  dans l'édition originale américaine — est un roman policier américain de Rex Stout, publié en 1960. C’est le vingt-troisième roman de la série policière ayant pour héros Nero Wolfe et son assistant Archie Goodwin.

## Résumé
Un individu qui prétend être Thomas Yeager, président d’une compagnie de plastiques, demande à Archie Goodwin d’assurer sa sécurité quand il se rend à une certaine adresse dans un quartier malfamé de New York. Mais quand le cadavre du véritable Yeager est découvert par le détective sur un site d’excavation adjacent, Archie mène son enquête et découvre une jolie histoire de mœurs : le mort se servait d'un appartement discret pour entretenir plusieurs liaisons amoureuses. 
Peu après, quand Maria Perez, la fille du concierge de l’immeuble en question, est assassinée, Nero Wolfe comprend qu’elle se livrait à du chantage en amateur et voit comment la résolution des deux meurtres pourrait lui rapporter gros, car les clients se multiplient dans cette affaire : la veuve Yeager exige qu’on fasse la lumière sur l’assassinat de son mari, alors que les dirigeants de la compagnie sont prêts à payer pour étouffer le scandale. Le concierge Perez qui, dans un premier temps, cherchait à se débarrasser de la police, veut maintenant qu’on retrouve le meurtrier de sa fille. Et voilà qu’une certaine Meg Duncan, actrice de profession, insiste pour qu'on récupère un porte-cigarettes compromettant oublié à l’adresse incriminée...

## Éditions
Édition originale en anglais
- (en) Rex Stout, Too Many Clients, New York, Viking Press, 1960

Éditions françaises
- (fr) Rex Stout (auteur) et Henri Thiès (traducteur), Trop de clients [« Too Many Clients »], Paris, Librairie des Champs-Élysées, coll. « Le Masque no 763 », 1962, 191 p. (BNF 33184004)
- (fr) Rex Stout (auteur) et Henri Thiès (traducteur), Trop de clients [« Too Many Clients »], Paris, Librairie des Champs-Élysées, coll. « Le Club des Masques no 245 », 1975, 185 p. (ISBN 2-7024-0135-X, BNF 34573405)
- (fr) Rex Stout (auteur), Henri Thiès (traducteur) et Marie-Caroline Aubert (traductrice) (trad. de l'anglais), Trop de clients [« Too Many Clients »], Paris, Librairie des Champs-Élysées, coll. « Le Masque no 763 », 2003, 187 p. (ISBN 2-7024-3128-3, BNF 39016466) Cette dernière édition donne le texte dans une traduction révisée et intégrale.

## Adaptation à la télévision
- 2002 : Trop de clients (Too Many Clients), saison 2, épisodes 9 et 10 de la série télévisée américaine Les Enquêtes de Nero Wolfe réalisés par John L'Ecuyer, d’après le roman éponyme, avec Maury Chaykin dans le rôle de Nero Wolfe, et Timothy Hutton dans celui d’Archie Goodwin.

## Sources
- André-François Ruaud. Les Nombreuses Vies de Nero Wolfe - Un privé à New York, Lyon, Les moutons électriques, coll. Bibliothèque rouge, 2008  (ISBN 978-2-915793-51-2)
- J. Kenneth Van Dover. At Wolfe's Door: The Nero Wolfe Novels of Rex Stout, 2e édition, Milford Series, Borgo Press, 2003  (ISBN 0-918736-51-X).